# Glenea meridionalis
Glenea meridionalis é uma espécie de escaravelho da família Cerambycidae. Foi descrita por Maurice Pic em 1943.